# Nicomède III
Pour les articles homonymes, voir Nicomède.
Nicomède III Évergète est un roi de Bithynie ayant régné de 128 à 95/94 av. J.-C.

## Origine
Nicomède III est un fils de Nicomède II Épiphane. Son règne sur le royaume de Bithynie a longtemps été controversé et confondu avec celui de son père. Il est aujourd'hui communément admis par les historiens contemporains.

## Règne
Nicomède III abandonne l'alliance romaine. Après la mort de Mithridate V, il partage la Paphlagonie en 108/107 av. J.-C. avec le jeune roi Mithridate VI.
En 102 av. J.-C., le roi Nicomède est à l'origine d'une modeste donation de 30 esclaves au sanctuaire d'Apollon à Delphes.
Son ambition le porte ensuite vers la Cappadoce où il épouse en secondes noces Laodicé C, veuve du roi Ariarathe VI. Ils sont chassés tous les deux de Cappadoce en 98 av. J.-C. par Mithridate VI, demi-frère de Laodicé, qui installe alors un de ses fils comme roi sous le nom d'Ariarathe IX Philopatôr.

## Postérité
À sa mort, ses fils, Nicomède IV Philopator, et Socratès Chrestos se disputent le trône, ce qui donne une occasion à Mithridate VI d'intervenir en Bithynie.
Nicomède III est également le père d'un fils anonyme auquel il donne le nom de « Pylæménés » (traditionnel chez les dynastes paphlagoniens), lorsqu'il lui attribue une partie de la Paphlagonie annexée. Ce Pylæménés (II) Évergètes est expulsé à l'époque à laquelle Nicomède IV est chassé de Bithynie par Mithridate VI.